# 渡部卓郎
渡部 卓郎（わたなべ たくろう、生年不明 - 昭和11年（1936年）4月）は、日本の医師。医学博士。元博愛病院院長。

## 経歴
島根県能義郡山佐村（現在の安来市）に生まれ、鳥取県米子の渡部家に入婿、米子中学校（現在の米子東高校）、第六高等学校を経て京都帝国大学医学部に進んだ。大正14年（1925年）9月博愛病院の院長に迎えられ昭和11年（1936年）4月悪性盲腸炎で急逝するまでの10年余、米子市民の医療に大きな貢献を果した。
　 